# اختفاء ثورا تشامبرلين
ثورا أفتون تشامبرلين (من مواليد الثانى والعشرين من نوفمبر 1930م) كانت طالبة بالمدرسة الثانوية الأمريكية عمرها 14 عامًا عندما أُبلغ عن فقدها ويُعتقد أنها قُتلت في الثانى من نوفمبر 1945م. و على الرغم من أن توماس هنري مكمونيجل أدين بتهمة قتل تشامبرلين، إلا أنه لم يتم العثور على جثتها.